# 事情判決
事情判決（じじょうはんけつ）とは、行政処分や裁決が違法だった時、裁判所はこれを取り消すのが原則だが、「取り消すと著しく公益を害する（公共の福祉に適合しない）事情がある場合」には請求を棄却できるという行政事件訴訟法上の制度のことである。

## 概要
取消訴訟について認められ、たとえば都市計画による土地収用が違法なものである場合など、それ自体を無効としてしまうと公益に多大なる損害を加えてしまう場合、行政事件訴訟法第31条には、「特別の事情による請求の棄却」として原告の請求を認容しないことができる旨の定めがある。事情判決である場合は、処分または裁決が違法である旨宣言をしなければならない。なお、この判決は中間判決で行うこともできる（同31条第2項）。訴訟費用は被告（行政主体）の負担となる。
尚、事情判決が行われた場合、原告・被告ともに上訴は可能である。原告は、違法であるにもかかわらず棄却されたのであるから上訴するに充分な理由がある。一方、被告（行政主体）においても、判決には既判力があるため、違法であると宣言された状態を是正しなければ国家賠償などといった後の争訟の判決に影響があるという理由からである。
原状回復ができないまでに事業が進んでしまったら訴えはどうなるか。学説は2つある。
- 訴え却下説 - 訴えの利益がなくなったとして訴えを却下する。
- 事情判決説 - 法的利益は失われないとして事情判決を行う。

最高裁判所は事情判決説に立つとされる。
なお、行政不服審査法第45条第3項にも似たような規定（事情裁決）がある。

## 選挙訴訟への適用
公職選挙法第219条は、行政事件訴訟法第31条の規定は準用しないとしており、選挙訴訟においては事情判決を行うことは禁止されている。
もっとも、公職選挙法上の一票の格差についての違憲訴訟の場合は違憲とすると、全選挙区での選挙が無効とする論理が導き出される可能性があり、特に国政選挙の場合は国会議員がいなくなることで一票の格差を是正する法改正ができないまま選挙ができないという形で国会機能が停止してしまいかねないと言う特殊事情がある。そのため、事情判決の規定の適用ではなく事情判決の法理を用いるという形で「違憲であるが、選挙自体は有効」と判断することがある（最高裁判所昭和51年4月14日大法廷判決、他）。